# 헨리 토머스 (블루스 음악가)
헨리 토머스(Henry Thomas, 1874년~1930년?)는 미국의 음악가, 송스터이다. 레그타임 텍사스(Ragtime Texas)로도 알려졌다. 그는 텍사스 블루스의 선구자들 중 한 명이며 밥 딜런 등의 음악가들에게 영향을 미쳤다.

## 생애
1874년, 텍사스주 빅 샌디에서 노예 출신 소작인의 아홉 자녀 중 1명으로 태어났다. 그는 어릴 때부터 목화 농사 배우기를 싫어했고 1890년경 가출해서 송스터로 활동하기 시작했다. 그는 포트워스와 댈러스에서 시작해 텍사캐나까지 이어지는 철도를 따라가며 활동해 생계를 꾸렸다. 텍사스 앤 퍼시빅에서 일했던 사람들 중 일부는 그를 장신에 기차를 타고 연주하던 인물로 회상했으며, 한 사람은 그가 호보였다고 말했다. 그는 처음엔 퀼을 독학했으며, 나중엔 기타를 독학했다.
그가 1893년엔 컬럼비아 박람회, 1904년엔 세인트루이스에서 열린 세계 박람회에 등장했다는 보고가 있다. 그의 친척들은 그가 집에 돌아와선 그가 가출하고 접했던 모든 장소에 대한 자랑을 늘어놓았다고 회상했다. 그는 1927년 6월 30일, 시카고에서 첫 녹음을 했다. 이후 1929년 10월 7일까지 그곳에서 총 24곡을 녹음했다. 그 중 23곡이 발매되었다. 그의 음반은 당시 나쁘지 않은 수준의 인기를 얻었다.
맥 맥코믹(Mack McCormick)은 1949년에 휴스턴의 유니언 스테이션 근처에서 그와 머리 모양이 흡사한, 그로 추정되는 인물을 만났다고 말했다. 하지만 1930년에 죽은 것으로 보는 견해가 적지 않다.

## 의의와 영향력
그가 남긴 음반은 1920년대 말에 빠르게 사라져가던 전통적인 음악이 담겼기에 중요하다고 평가 받는다. 또한 대부분의 사람들은 그가 중요한 음반을 남긴 가장 오래된 아프리카계 미국인 예술가라는데 동의한다. 그는 1960년대 초 아메리칸 포크 뮤직 리바이벌로 재발견되었고 라이트닝 홉킨스, 밥 딜런, 그레이트풀 데드 등에게 영향을 미쳤다.

## 같이 보기
- Anthology of American Folk Music